# Wrench-Time
Wrench-Time (AE: wrench time = „Schraubenschlüssel-Zeit“) ist eine im Wesentlichen im Amerikanischen gebräuchliche Kennzahl zur Messung der Managementleistung in der (reaktiven) Instandhaltung. Dabei geht man davon aus, dass es Aufgabe des Instandhaltungsmanagement ist, dafür Sorge zu tragen, dass die Instandhaltungsmitarbeiter einen möglichst hohen Prozentsatz ihrer Anwesenheitszeit vor Ort mit der Arbeit an Anlagen (Wrench-Time) verbringen. Stillschweigend wird vorausgesetzt, dass nur notwendige Arbeiten und die in Normalleistung durchgeführt werden. Das stellt eine Abkehr der früheren Idee dar, dass es gar ein gutes Zeichen ist, wenn Instandhalter tätigkeitslos „herumsitzen“, weil dann ja die Anlagen laufen und produzieren.
Die Definition ist noch umstritten. Einigkeit besteht weithin, dass nur die Zeit der engeren Vor-Ort-Zeit des Instandhalters (Haupt- und Nebentätigkeiten nach der REFA-Definition der vor Ort anfallenden Tätigkeiten) den Zähler bilden soll. Im Zweifel soll eine Zeit, die nicht unmittelbar der Instandhaltung an der Anlage dient, nicht eingerechnet werden. Jedes Vorbereiten, Rüsten, Material holen, Störung feststellen, Unterlagen ausfüllen etc. kann und soll vom Management vermieden oder wenigstens verringert werden und bleibt daher außerhalb der Kennzahl.
Kontroverser sind bisher die Angaben zum Nenner. Fast immer werden geplante Anwesenheitszeiten der Mitarbeiter herangezogen. Hier herrscht eine Tendenz, eine möglichst lange Zeit einzusetzen, also auch Weiterbildungs-, Krankheits- und Urlaubszeiten, ja sogar die Feiertage in der Vergleichszeit zu belassen.
Dies führt zu kleinen Wrench-Times und suggeriert damit hohe Rationalisierungspotenziale.
Die Literatur klassiert deswegen auch rund 30 % Wrench-Time als Durchschnitt und rund 70 % als Weltklasse.
Ein zu weiter Ansatz der Referenzzeit im Nenner widerspricht allerdings dem Messanliegen der Kennzahl. Instandhaltungsmanager haben weder Einfluss auf Zahl und Lage der Feiertage noch auf die Ergebnisse von Tarifverhandlungen und Betriebsvereinbarungen zur Arbeitszeit. Die Kennzahl sollte deswegen auch von solchen Einflüssen frei gehalten werden. In der Folge sollte der Nenner sinnvollerweise die tatsächlichen Arbeitsstunden der Periode beinhalten, am besten durch die Personalabteilung ermittelt. Näherungsweise könnten die durch das Institut Arbeit und Technik (IAT) für deutsche Vollzeitarbeitsverhältnisse ermittelten 1.770 Stunden im Jahr herangezogen werden.